# FN F2000
FN F2000 je jurišna puška bullpup dizajna s kalibrom 5.56 mm. Pušku je na prijazu u 21. stoljeće razvila belgijska vojna industrija Fabrique Nationale (FN) iz Herstala. FN F2000 prvi puta je službeno predstavljen na vojnom sajmu IDEX u Abu Dabiju (UAE) u ožujku 2001.

## Detalji dizajna
FN F2000 je jurišna puška bullpup dizajna. Koristi streljivo kalibra 5.56x45mm NATO. Iznad cijevi puške nalazi se stabilna platforma MIL-STD-1913 na koju se može montirati optička oprema.

## Mogućnosti
F2000 je automatska jurišna puška bullpup dizajna. Sigurnosna kočnica i mehanizam okidača preuzeti su od automata FN P90. Izbor režima paljbe označen je slovima i brojkom. S - safety, odnosno oružje je zakočeno; 1 - pojedinačna, poluautomatska paljba; A - automatic, odnosno automatska paljba.
Puška koristi streljivo kalibra 5.56x45mm koje se nalazi u NATO okvirima (STANAG 4179). Gumb za otpuštanje okvira smješten je simetrično pokraj "pistol gripa", odnosno, ispred okvira. Također, puška je dizajnirana tako da nema "lošu točku" kroz koju bi mogla ući prljavština, blato i sl.
Optika koja se nalazi na pušci ima 1,6x zoom te se može koristiti i u slabijim svjetlosnim uvjetima. Ona je montirana na MIL-STD-1913 platformi.
Cijev je izrađena od čelika te može "sačuvati" preciznost i nakon 20.000 ispaljenih metaka. Također, cijev ima i skrivač plamena koji je postavljen na ustima cijevi. On služi tome da maskira položaj strijelca prilikom pucanja.
Plinski regulator može se podesiti na dvije postavke - "normalno" za standardno streljivo NATO karakteristika i "negativno" kod povećane količine plina u sustavu s ciljem da se osigura pravilno funkcioniranje kada dođe do zastoja ili prilikom korištenja streljiva koje stvara niski tlak.

## Mehanizam izbacivanja čahura
FN F2000 ima unikatan mehanizam koji izbacuje čahure naprijed na desnoj strani pokraj cijevi (eng. Forward ejection system). Mehanizam je zaštićen patentnim pravom. René Predazzer zaštitio je patent 14. listopada 1997. pod patentnim brojem 5675924, a Charles Denuit je 25. veljače 2000. zaštitio mehanizam pod patentnim brojem 6389725.

## Bacač granata
Za pušku FN F2000 razvijen je 40 mm GL-1 bacač granata koji kao prazan ima težinu od jednog kilograma. Kao standardne granate koristi se 40x46mm granate za ispaljivanje na male udaljenosti. Bacač može izbaciti jednu granatu te ima slični način punjenja kao M203. Naime, cijev bacača se povuče prema naprijed, u nju se stavi granata te se cijev ručno povuče natrag. Nakon što se granata ispali, cijev se opet pomakne naprijed, iz nje se ručno izbaci čahura granate, stavi nova granata te se cijev opet povuče natrag.
Okidač bacača postavljen je direktno ispod okidača same puške. Tako je posao vojniku olakšan, jer nemora, kao primjerice na sovjetskom GP-25 bacaču granata, ruku pomicati s drške i okidača puške do drške i okidača samog bacača granate. Način rada kao što je na GL-1 bacaču granata, omogućava vojniku "try again" (eng. pokušaj opet) mogućnost. Naime, ako vojnik promaši metu s granatom, može odmah paljbom ispraviti pogrešku.
Gumb kojim se otpušta cijev, kako bi se mogla pomaknuti naprijed, nalazi se na desnoj strani bacača, kao i kod M203 bacača granata.
Bacač granata dolazi s osnovnim "flip-up" modulom koji pomaže pri ispaljivanju granate ovisno o tome koliko je meta udaljena. Postojeći modul koristi se zajedno s posebnim optičko-elektroničkim sustavom kontrole vatre, naziva FCS, razvijenim u suradnji s finskom tvrtkom Noptel.
Modul za ciljanje "flip-up" (prilikom ispaljivanju granate) postavlja se na mjesto namijenjeno standardnoj optici puške. Svrha mu je odrediti i navesti udaljenost od mete i tako pomoći pri preciznosti prilikom ispaljivanja. Modul se pokreće pomoću baterije od 9V. Baterija se nalazi u kunduku puške, iza okvira (saržera) metaka. Također, prednost te baterije je, da se osim modula, njome mogu napajati i bilo koji drugi taktički dodaci ili sustavi koji su ugrađeni na pušci.
FCS sustav služi kao daljinomjer te koristi laser male snage (preciznost do 1 metar). Također, FCS može prikazati i druge parametre koji mogu biti korisni vojniku. Tako primjerice "sustav za kontolu vatre" izračunava vatrene solucije paljbe ovisno o kutu elevacije na kojem se nalazi cijev puške koristeći informacije o udaljenosti mete. Udaljenost mete prikazuje se pomoću laserskog daljinometra koji se aktivira pritiskom na gumb pokraj okidača puške.
Nakon što izračuna udaljenost od mete, daljinometar prikazuje rezultat na malom LCD ekranu, te zasvijetli mala crvena dioda. Nakon što vojnik "ispravi" elevaciju na način da nagne pušku prema cilju, zasvijetli zelena dioda, i vojnik je spreman za paljbu.
Na vrhu FCS sustava nalaze se još tri različite diode koje strijelcu omogućavaju precizniju paljbu s boka.
Optički sustav F2000 FCS sadrži i softver s balističkim svojstvima šest različitih vrsta 40 mm granata koje FN F2000 koristi. Taj softver vojniku povećava borbenu učinkovitost, ovisno o tome koju vrstu granate koristi. Također, FCS sustav olakšava regulaciju ispaljavanja granata. Također, mogu se ispaljivati i tzv. "pametne granate".
F2000 FCS sustav pod stalnim je razvojem te su novije verzije ponešto različite od originalnog koncepta.
Bacač granata može biti zamijenjen posebno dizajniranim bacačima za potrebe policijskih operacija. FN 303 bacač može izbacivati manje smrtonosnije metke kalibra .68 ili čahure od sačmarice.
Planira se i uvođenje 20 mm bacača granata koji bi koristio streljivo kalibra 20x28mm iz OICW programa. Spomenuti bacač koristio bi i FCS sustav.

## Varijante

### F2000 Tactical
F2000 Tactical je varijanta slična standardnom modelu, ali nema FCS sustav. Umjesto njega, ima ugrađenu platformu MIL-STD-1913 na koju se može montirati optika.

### FS2000
FS2000 je poluautomatska verzija koja je prvi put postala dostupna u lipnju 2006. FS2000 Tactical varijanta opremljena je s proširenom cijevi s trajno priključenim flash supresorom, dok bajuneta nije bila uključena u ovu pušku.
Radi veće preciznosti ispod cijevi puške može se ugraditi ručica koju vojnik (ako je primjerice dešnjak) drži lijevom rukom, dok je desna ruka na "pistol-receiver-u" a prst na okidaču. Ovisno o potrebama, ta ručica može se ukloniti, i umjesto nje staviti razna dodatna oprema (npr. bacač granata).
Mali broj ranih modela bio je opremljen s bajunetom ispod cijevi puške.
FS2000 ima i vlastitu pod-varijantu, FS2000 Standard koja koristi optiku s 1.6x zoom-om. Ta varijanta ne koristi FCS sustav namijenjen bacaču granata.

## Korisnici
- Belgija: Specijalne snage belgijske kopnene vojske.[7]
- Čile: Specijalne snage[8]
- Hrvatska: Hrvatska vojska testirala je pušku 2006. Nakon toga, 2008. tom puškom opremljene su specijalne snage hrvatske vojske. Prema neslužbenim informacijama, kupljeno je 100 komada pušaka.[9]
- Indija: Specijalne snage indijske vojske.[10]
- Libija: 2008. Libija je kupila dosta vojnog arsenala iz Fabrique National proizvodnje, uključujući i FN F2000. Isporuka oružja započela je u travnju 2009.[11] Prvotno je isporuka oružja zaustavljena zbog embarga na izvoz oružja u opasne regije Svijeta.[12]

- Pakistan: Specijalne snage.[8]
- Peru: Specijalne snage.[8]
- Poljska: U ograničenim količinama koriste ga specijalne snage GROM.[13][14]
- Saudijska Arabija: Saudijska Nacionalna garda kupila je 55.000 primjeraka 2005. godine.[15][16]
- Slovenija: U lipnju 2006., Ministarstvo obrane Republike Slovenije potpisalo je s FN Herstalom ugovor koji je obuhvaćao kupnju 6.500 komada puške FN F2000 kao nove standardne puške u slovenskoj vojsci. Uz postojeću pušku, kupljeni su i 40 mm bacači granata LG1 za tu istu pušku.[17][18] To je nedvojbeno potvrdilo veliku prihvaćenost tog modela puške u europskim zemljama, članicama NATO Saveza. Osnovni model, F2000 Tactical, nadograđen je prema slovenskim specifikacijama i proizveden pod nazivom F2000 S. Puška je uvedena u uporabu 25. srpnja 2007. Do 2012. slovenska vojska namjerava s FN F2000 S opremiti i svoje rezervne snage. Tako će u konačnici slovenska vojska koristiti 14.000 Herstalovih pušaka.[19]

## Vidjeti također
- VHS automatska puška
- FAD automatska puška

## Vanjske poveznice
- Službeni web site (FN)
- Službeni web site (FN USA)
- FN FS2000 korisničke upute
- Članak o FN FS2000 Standard
- Članak o FN-ovom "Fire control systemu"